# 696. pehotni polk (Wehrmacht)
Za druge 696. polke glejte 696. polk.
696. pehotni polk (izvirno nemško Infanterie-Regiment 696) je bil eden izmed pehotnih polkov v sestavi redne nemške kopenske vojske med drugo svetovno vojno.

## Zgodovina
Polk je bil ustanovljen 16. novembra 1940 kot polk 14. vala na področju Schleswiga iz delov 196. in 602. pehotnega polka; polk je bil dodeljen 340. pehotni diviziji.
15. oktobra 1942 je bil polk preimenovan v 696. grenadirski polk.